# Joseph Heleluhe
Joseph Hewahewa Kaimihakulani Heleluhe (2 de junio de 1855 - 8 de julio de 1900) fue un miembro de la nobleza hawaiana que sirvió como sirviente y secretario privado de la reina Liliʻuokalani, la última monarca del Reino de Hawái, acompañándola en sus viajes a los Estados Unidos y Washington D. C. de 1896 a 1900 para evitar la anexión estadounidense de Hawái.

## Vida

### Primeros años de vida
Los periódicos en idioma inglés afirmaron que era nativo de Kaʻū, mientras que Ke Aloha Aina, un periódico en idioma hawaiano, afirmó que nació en Kapoho, Puna. Sus padres fueron Heleluhe y Kanoa. Tenía cuatro hermanas conocidas: Keoki, Kaioewa, Kanoa y Ana. De su madre, Kanoa, descendía de Alapaʻinui y su hijo Keaweʻōpala, los reyes de la isla de Hawái antes de la adhesión de Kalaniʻōpuʻu. Su padre fue posiblemente el mismo individuo que JH Heleluhe, quien sirvió en la legislatura del reino como miembro de la Cámara de Representantes por el distrito de Puna durante la asamblea legislativa de los años 1855, 1862, 1864, 1866 y 1867.
Asistió a las escuelas locales en el distrito de Puna y luego estudió en el internado de Hilo junto a un misionero estadounidense David Belden Lyman. Después de terminar su educación, realizó trabajos físicos en el distrito de Kaʻū durante un tiempo, antes de ir a Honolulu, para servir al rey Kalākaua.

### Servicio a la monarquía hawaiana
Después de llegar a Honolulu, trabajó como sirviente de la familia real y sirvió al rey Kalākaua como subsecretario. También trabajó como el mayordomo de la hermana y sucesora de Kalākaua, Liliʻuokalani, y la acompañó al asentamiento de leprosos en Kalaupapa en Molokai en 1891. Fue ascendiendo progresivamente de rango hasta que fue nombrado secretario privado en 1896. En 1892. Heleluhe fue nominado como candidato del Partido de Reforma Nacional para la Cámara de Representantes por el primer distrito de Oʻahu, pero perdió esas elecciones. Tras el derrocamiento de la monarquía en 1893, Heleluhe y su esposa Wakeke Ululani permanecieron leales a la causa realista y apoyaron a la depuesta reina Liliʻuokalani. Tras el estallido de la fallida Contrarrevolución de 1895, fue arrestado, retenido como prisionero político y encarcelado temporalmente por fuerzas leales a la República de Hawái para que "revelara la traición de la reina”. La reina Liliʻuokalani, quien también estuvo encarcelada en el antiguo Palacio 'Iolani, describió la terrible experiencia que Heleluhe tuvo que soportar en sus memorias de 1898, La historia de Hawái por la Reina de Hawái:
Los oficiales del gobierno se llevaron al señor Heleluhe, lo despojaron de toda ropa, lo colocaron en una celda oscura sin luz, comida, aire, ni agua y lo mantuvieron allí durante horas con la esperanza de que la incomodidad de su posición lo indujera a revelar algo de mis asuntos. Como esto resultó infructuoso, fue encarcelado durante unas seis semanas; pero, al ver que sus esfuerzos eran en vano, sus torturadores lo liberaron. Nunca se presentó acusación alguna contra él, como sí ocurrió con unas doscientas personas que estuvieron confinadas de manera similar.

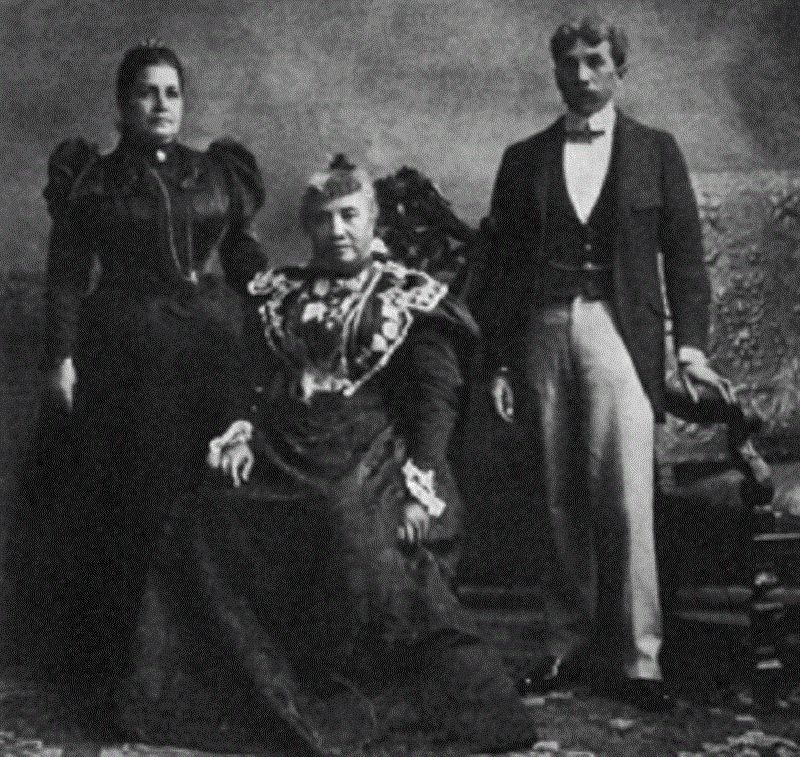
La Reina con Joseph Heleluhe y su dama de honor Isabel Kia Nahaolelua, c. 1896–97.

 A causa de esto, su salud se agravó y nunca se recuperaría en su totalidad.
Entre 1896 y 1900, Heleluhe acompañó a la reina Liliʻuokalani en sus numerosos viajes al exterior, a Estados Unidos y Washington D. C. para hacer campaña contra la anexión estadounidense de Hawái, y luego la ayudó en sus intentos de recuperar las tierras de la corona después de 1898. Inicialmente, Isabel Kia Nahaolelua fue elegida para ser su dama de compañía, pero después de que los viajes se extendieron, la esposa de Heleluhe, Wakeke, la reemplazó en la comitiva real como dama de compañía de la reina. Entre 1897 y 1898, también participó activamente en la movilización de los hawaianos para que firmaran las Peticiones Kūʻē y presentaran peticiones contra la anexión. En 1897, escribió al presidente de los Estados Unidos, William McKinley, y al secretario de Estado, John Sherman, con las peticiones recogidas por Hui Aloha ʻĀina (Liga Patriótica Hawaiana) y Hui Kālaiʻāina (Asociación Política Hawaiana).
Tras el regreso de Liliʻuokalani a Hawái en 1900, Heleluhe, de 45 años, sucumbió a la tuberculosis el 8 de julio de ese año. Cuando se hizo evidente que su muerte estaba cerca, su última petición fue morir en Washington Place, la residencia final de la reina. Aunque falleció antes de llegar, su funeral se celebró allí. Su cuerpo fue trasladado después a la Iglesia de Kawaiahaʻo, donde tras un segundo funeral, fue enterrado en su cementerio.

## Familia

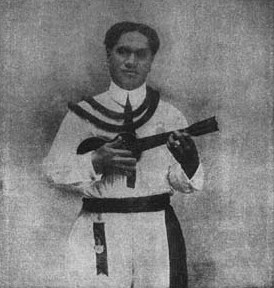
"Príncipe" Jack Heleluhe, 1914

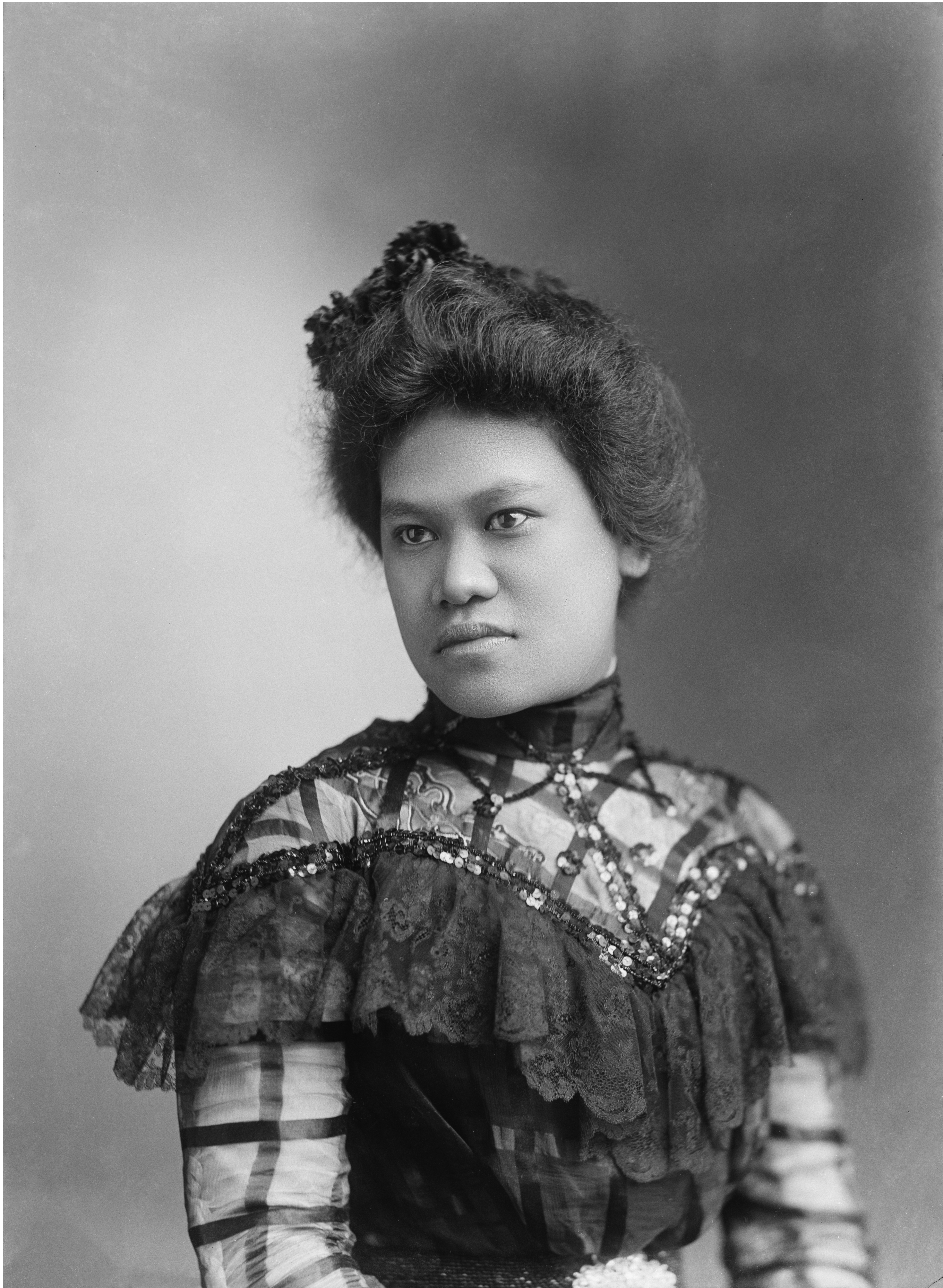
Myra Kailipanio Heleluhe, c. 1890década de

Heleluhe se casó con Wakeke Ululani Heleluhe, de Maui, quien sirvió como dama de honor de la reina Liliʻuokalani. Tuvieron dos hijos: Jack Paokalani Heleluhe (1880-1958) y Myra Kailipanio Heleluhe Iona (1879-1934). Jack, también conocido como "Príncipe Jack Helel”he", trabajó como músico y miembro de la Royal Hawaiian Band; se convirtió en uno de los primeros músicos en tocar música hawaiana en los Estados Unidos y apareció en el libro de NB Bailey de 1914, Un método práctico para la autoinstrucción en el ukelele y el banjo ukelele. Myra, a veces llamada la hijastra de Heleluhe,  se convirtió en protegida de la reina a temprana edad y la acompañó a Washington D. C., con su familia. Más tarde se desempeñó como asociada de la princesa Isabel Kahanu Kalanianaʻole y el príncipe Jonah Kūhiō Kalanianaʻole.
Tras la muerte de Heleluhe, su viuda Wakeke siguió junto a la reina hasta 1906, cuando perdió su favor después de que un intento de desacreditar a Lydia Kaʻonohiponiponiokalani Aholo, la hija hānai de la reina, fracasara, y fue expulsada de las casas que ocupaba en Washington Place y la residencia de la reina en Waikiki por la reina y su agente financiero José O. Carter. Las razones esgrimidas para justificar su ira fueron la "deslealtad y deshonestidad de Wakeke hacia mí; ella le había mentido a Aholo diciéndole que no quería volver a verla nunca más”.  Es posible que más tarde se hayan reconciliado porque Wakeke y Onaʻala fueron mencionadas como dos de sus antiguos vasallos en el lecho de muerte de la reina en 1917. Ella, su hija Myra y Lahilahi Webb velaron junto al ataúd de Liliʻuokalani mientras su cuerpo yacía en el Mausoleo Real antes de su entierro final en la bóveda de la cripta Kalākaua. Wakeke murió en su casa de Honolulu, el 21 de noviembre de 1921, siendo años después enterrada junto a su esposo.